# Tetramesa samarica
Tetramesa samarica is een vliesvleugelig insect uit de familie Eurytomidae. De wetenschappelijke naam is voor het eerst geldig gepubliceerd in 1930 door Chesnokov.